# Dragoș moldvai fejedelem
Dragoș vagy Bélteki Drágfi (? – 1353) máramarosi vajda volt, aki 1351 és 1353 között uralkodott azon a területen, amely később Moldva lett. Nagy Lajos magyar király utasítására hagyta el Máramarost, hogy egy védelmi vonalat alakítson ki az Arany Horda ellen, ebből következően nem volt független uralkodó. A hadjárat visszavonulásra kényszerítette a tatárokat a Dnyeszter mögé.